# Holzhausen (Altmark)
Holzhausen (Altmark) este o comună din landul Saxonia-Anhalt, Germania.